# Stefan Nilsson (politiker)
Stefan Bruno Nilsson, född 20 maj 1959 i Varberg, är en svensk chefredaktör och politiker (miljöpartist), som var riksdagsledamot (statsrådsersättare respektive tjänstgörande ersättare) för Miljöpartiet 2014–2018 för Stockholms kommuns valkrets.
Stefan Nilsson utbildade sig till socionom och företagsekonom. Han är chefredaktör för webbtidningen Mat & Klimat. Han var vd och chefredaktör för nyhetstidningen Miljömagasinet från juli 2018 till september 2019.  
Nilsson var åren 2006–2018 politiker. Åren 2006 och 2014 var han gruppledare för Miljöpartiet i Stockholms stads kommunfullmäktige, där han var huvudansvarig för partiets socialpolitik. Från 2014 var han statsrådsersättare för Per Bolund i riksdagen. Som riksdagsledamot var han socialpolitisk och folkhälsopolitisk talesperson.
Under #metoo-kampanjen 2017 anklagades Nilsson för trakasserier, som han nekade till. Han uppmanades av Miljöpartiet att lämna sina politiska uppdrag. Nilsson lämnade Miljöpartiet i november 2017 och blev partilös ledamot i riksdagen. I slutet av februari 2018 begärde han att åter betecknas som miljöpartist i riksdagen; i en skrivelse till riksdagen uppgav han att han åter blivit medlem i Miljöpartiet 11 januari 2018. En tidigare partikollega dömdes den 2 december 2019 av Södertörns tingsrätt för grovt förtal av Nilsson.